# Kötőszó
A grammatikában a kötőszó olyan viszonyszó, amely a mondategységben (egyszerű mondatban, összetett mondat tagmondatában) szavakat vagy mondatrészeket köt össze, összetett mondatban pedig tagmondatokat, ezzel mondattani és logikai viszonyokat jelölve közöttük. Mondatrészt mondattal is összeköthet kötőszó, pl. (románul) Plecăm la munte sau unde vrei tu ’A hegyekbe megyünk, vagy ahova akarsz’.
Egyes szavak főként kötőszókként működnek, de olykor nincs kapcsoló szerepük. Az ilyeneket ebben az esetben Grevisse – Goosse 2007 külön szóosztályba, a bevezetőknek nevezettekbe sorolja, másfajta elemekkel együtt. Példák: (franciául) Si Jeanne pouvait réussir ! ’Bár sikerülne Jeanne-nak!’, Si on allait manger un morceau ? ’Mi lenne, ha mennénk enni valamit?’, Que tout le monde sorte ! ’Mindenki menjen ki!’, Que votre souhait se réalise ! ’Valósuljon meg az óhaja!’
A kötőszót az jellemzi, hogy nincs fogalmi tartalma, nem toldalékolható, és nem lehet mondatrész. Grammatikai viszonyjelentése van, és esetleg modális jelentésárnyalata, azaz kifejezhet ok-okozati viszonyt, ellentétet, hasonlítást stb.
Egyéb kapcsoló szerepet betöltő szavak is vannak, mint a magyar nyelvben a névutó, más nyelvekben ennek megfelelője, az elöljárószó. Ilyen szerepűek még a vonatkozó névmás és a vonatkozó névmási határozószó. A kötőszó mondategységben azonos mondattani funkciójú mondatrészeket köt össze, miközben a névutó és az elöljáró alárendelt mondatrészt köt össze alaptagjával. Egyes kötőszók összetett mondatban azonos mondattani funkciójú tagmondatokat kötnek össze, más kötőszók mellékmondatot kapcsolnak főmondatukhoz. Ezt megteszi a vonatkozó névmás és a vonatkozó névmási határozószó is, de ezeknek van mondattani funkciójuk is a mellékmondatban.

## A kötőszók eredete és alakjuk szerinti fajtái
Vannak előszöris egyes grammatikákban elsődlegeseknek nevezett kötőszók, melyek rendszerint a legrégibbek az adott nyelvben, például a magyarban és, de, meg, hogy, mint, mert, ha stb. Alakilag ezek ugyanakkor egyszerű kötőszók is. Más kötőszók a nyelv történetének a jelenhez közelebbi időszakokban keletkeztek szóalkotási módszerekkel. Ezek egyike a szóösszetétel: kötőszókból (merthogy, mintha), kötőszóból és tagadószóból (hanem), tagadószóból és partikulából (nemcsak), morfológiai szerkezet tagjaiból (azután), mondattani szerkezet tagjaiból (egyrészt), teljes mondat részeiből (tudniillik).
Francia grammatikákban is jelen vannak egyszerű kötőszók (et ’és’, ou ’vagy’, mais ’de’, comme ’mivel’, que ’hogy’, si ’ha’) és összetett kötőszók, azaz annyira összetartozóknak tekintett elemekből állók, hogy egybeírják őket, pl. quoique ’habár’.
A közép-délszláv diarendszer grammatikáiban egyszerű kötőszókként jelennek meg (horvátul) ako ’ha’, ali ’de’, da ’hogy’, dakle ’tehát’, ili ’vagy’, jer ’mert’ stb. Ezekben is összetett kötőszóknak tekintik az olyan elemekből alkotottakat, melyeket eléggé összetartozóknak tekintenek ahhoz, hogy egybeírják őket: iako ’noha’, iliti ’avagy’, mada ’bár’, premda ’jóllehet’ stb.
A román nyelv grammatikáiban elsődleges kötőszóknak a latin nyelvből örököltek számítanak: că ’hogy’, dar ’de’, iar ’meg, pedig’, nici ’se(m)’, ori ’vagy’, sau ’vagy’, să ’hogy’ (csak kötőmódú igével), și ’és’. Egyes nyelvészek kétféle összetett kötőszókat különböztetnek meg: szorosabban összetetteket, amelyeket egy szóban írnak (pl. încât „úgy hogy”), valamint lazábban összetetteket és külön szavakban írottakat: ca să „hogy”. Mások szerint a szorosabban összetettek is egyszerű kötőszók.
Egyéb kötőszók szófajváltás utján lettek azokká. Példák:
- (magyarul):
  - indulatszóból: Megtenném, de nem lehet;[12]
  - határozói igenévből: Tudta, illetve úgy látszott, mintha tudta volna;[13]
  - ragos névszóból: Ehhez te nem értesz, ezért jobb, ha nem szólsz hozzá;[14]
  - ragos határozószóból: Általában nagyon rendes fiú, ellenben a múltkor megfeledkezett magáról;[15]
- (franciául) igéből (a létige kötőmód, jelen idő, egyes szám, harmadik személyű alakjából): J’irai en vacances, soit en Suisse, soit en Savoie ’Elmegyek szabadságra, vagy Svájcba, vagy Szavojába’;[16]
- (angolul) elöljárószóból: He gave it to me before he left ’Nekem adta, mielőtt elment’;[17]
- (szerbül) határozószóból: On nije došao na odmor, već da radi ’Nem pihenni jött, hanem dolgozni’;[18]
- (románul):
  - határozószóból: Cum însera, înhăma căluțul ... ’Amint beesteledett, befogta a lovacskát …’ (Eusebiu Camilar);[19]
  - elöljárószóból: Ion lucrează până vine Vasile ’Ion addig dolgozik, amíg megjön Vasile’;[20]
  - igéből (a létige kötőmód, jelen idő, egyes szám, harmadik személyű alakjából): Mergem fie la teatru, fie la operă ’Vagy színházba, vagy operába megyünk’.[21]

Egyes nyelvek grammatikáiban számba vesznek ún. kötőszó értékű szókapcsolatokat is. A francia grammatikákban ilyeneknek számítanak mindazok, amelyeket kevésbé összetartozó elemekből alkotottaknak tekintenek, mint az összetetteket, következésképpen külön írják őket, esetleg kötőjellel: à savoir ’tudniillik’, c’est-à-dire ’azaz’, bien que ’jóllehet’, parce que ’mert’.
A közép-délszláv diarendszer grammatikáiban is kötőszó értékűnek számít viszonylag számos lazán összetartozónak tekintett, és ezért külön szavakból álló szókapcsolat: (horvátul) budući da ’mivelhogy’, zbog toga što ’azért, mert’ stb.
Román grammatikákban kötőszó értékűekként kezelnek olyan szócsoportokat, amelyekben rendszerint egy tulajdonképpeni kötőszó vesz részt más szófaj(ok)hoz tartozó szóval/szavakkal együtt: în timp ce ’miközben’, dat fiind că ’mivelhogy’, prin urmare ’következésképpen’, numai că ’csakhogy’, precum și ’valamint’, din cauză că ’abból kifolyólag, hogy’, în caz că ’azesetben, ha’, sub pretext că ’azzal az ürüggyel, hogy’ stb.
Vannak ún. páros kötőszók is. Egyesek ismétlődnek (akár ... akár, mind ... mind, is ... is, vagy, vagy ... vagy; sem ... sem), mások több elemből állók: egyrészt... másrészt. Közülük egyesek csak párosak (akár ... akár, mind ... mind, egyrészt... másrészt), mások egyedül is használtak: is, vagy, sem.

## A kötőszók szerepük szerinti fajtái

### Mellérendelő kötőszók
Ezek a kötőszók azonos mondattani funkciójú mondatrészeket kötnek össze mondategységben, és azonos mondattani funkciójú tagmondatokat, logikai viszonyokat fejezve ki az összekötött entitások között. E viszonyoknak megfelelően több kötőszó-típus van.
A kapcsolatos viszonyt kifejező kötőszók (és, s, meg stb.) tér vagy időbeli összefüggésre, egymásmelletiségre, egyidejűségre, egymásutániságra utalnak: Péter és Mari csak egymással sakkozik, Egész nap sütöttünk, főztünk, meg kitakarítottuk a lakást.
Ellentétes viszonyra utaló kötőszók (de, hanem, viszont stb.): A tanár csendesen, de jól hallhatóan beszélt, Én dolgoztam, te viszont csak henyéltél.
A választó viszony kötőszói (vagy, akár … akár) olyan entitások között fejeznek ki viszonyt, amelyek közül választani lehet (megengedő választó viszony) vagy kell (kizáró választó viszony): Szeretnék első vagy második lenni, Döntsd el: vagy eljössz, vagy itt maradsz.
A következtetésre utaló kötőszók (ezért, tehát, úgyhogy stb.) azt fejezik ki, hogy az utánuk álló entitás következménye az előttük álló(k)nak: A dolgozók és a vezetők, tehát az egész üzem ott volt, A földre kuporodtak, úgyhogy a terem üresnek látszott.
A magyarázó viszonyt kifejező kötőszók (azaz, mégpedig, ugyanis stb.) arra utalnak, hogy az utánuk álló entitás oka az előtte állónak, vagy kifejti azt: Egy könnyű, ugyanis egyszerű feladatot oldott meg, Az utánunk felszólaló támogatta az elképzeléseinket, mégpedig továbbfejlesztette a gondolatainkat.
Egyes nyelvészek a mellérendelő kötőszókat a konnektorokként működő nyelvi entitások közé sorolják, és úgy tekintik, hogy ebben a minőségükben az összetett mondatnál nagyobb nyelvi egységek szintjén is működnek, ezzel hozzájárulva a diskurzus koherenciájához. Példák:
- ellentétes viszony: János mindennap korán kel. De nem munkával kezdi a reggelt.
- választó viszony: Induljunk most mindjárt. Vagy induljunk csak holnap reggel kényelmesen.
- magyarázó viszony: Tavasszal alaposan fel kell újítani a töltéseket. Az őszi árvizek ugyanis megrongálták a gátakat a folyó igen hosszú szakaszán.

### Alárendelő kötőszók
Ezek a kötőszók csak mondatokat kapcsolnak össze. Mindenféle mellékmondatokat vezetnek be, egyes kötőszók többfélét is: hogy (alanyi, állítmányi, tárgyi, határozói, jelzői, következményes mellékmondatot), mint (alanyit, állítmányit, tárgyit, határozóit, jelzőit), ha (alanyit, tárgyit, határozóit, feltételest), hogyha (határozóit, jelzőit), miután (időhatározóit), mielőtt (időhatározóit), mióta (időhatározóit), mintha (módhatározóit), mert (okhatározóit), bár (megengedőt), habár (megengedőt).

### Olykor mellérendelő, máskor alárendelő kötőszók
Nem mindig világos, hogy egyes tagmondatok mellérendeltek-e vagy alárendeltek, hiszen nemcsak mellérendelt mondatok fejeznek ki logikai viszonyt, hanem egyes alárendeltek is. Kérdéses például, hogy az úgyhogy kötőszós tagmondat következményes mellérendelést vagy következményes alárendelést fejez ki: Ügyesen gazdálkodtunk, úgyhogy sikerült a bútorra valót megtakarítanunk.
Egyéb kötőszók esetében könnyebb megállapítani, mikor mellérendelők, és mikor alárendelők. Ilyenek például:
- mert: Fölveszem az új ruhám, mert van ám nekem új ruhám is (kifejtő magyarázó mellérendelés) vs. Sár van (azért), mert esik az eső (okhatározói alárendelés);
- noha, bár: jókedvű, noha/bár fáradt ember (ellentétes mellérendelés – csak mondatrészek között) vs. Noha/Bár szeretett otthon lenni, gyakran csak késő este érkezett haza (megengedő alárendelés – csak mondatok között).
- pedig: Bajusza már ősz volt, haja pedig deres (kapcsolatos mellérendelés) vs. Nem eszi meg a kenyeret, pedig jó (megengedő alárendelés).[34]

## A kötőszók helye
Rendszerint az egyedül használt kötőszó azon két entitás között áll, amelyeket összeköt. A páros kötőszó első tagjának a helye az első entitás előtt van, a másodiké a két entitás között. Ez a szabály mondatrészek esetében. Tagmondatok között az egyes kötőszó és a páros kötőszó második tagja azon mondat első szava, amelyet más mondathoz köt. Olykor az egyes kötőszó nem a tagmondatok között áll, mivel bizonyos kötőszós tagmondatok az összetett mondat első mondatai is lehetnek. Bizonyos egyes kötőszók a tagmondat belsejében állnak vagy állhanak:
- (magyarul): A töltés magas volt, az árok meg mély,[35] A felnőttek beszélgettek, a gyerekek pedig játszottak,[34] Minden idejét és tudását a vállalat fellendítésére fordította; a vállalat viszont nem törődött vele.[36]
- (franciául): Le 14 Juillet est un vendredi, il y aura donc un week-end de trois jours ’Július 14-e péntekre esik, tehát három napos hétvége lesz’;[37]
- (románul): E vreme frumoasă, vom face așadar o excursie ’Szép idő van, tehát kirándulni megyünk’,[38] De-abia înserase, ulițele erau însă pustii ’Alig esteledett be, az utcák viszont néptelenek voltak’ (Costache Negruzzi).[39]